# Родина (Гафурійський район)
Ро́дина (рос. Родина, башк. Родина) — село у складі Гафурійського району Башкортостану, Росія. Входить до складу Табинської сільської ради.
Населення — 703 особи (2010; 794 в 2002).
Національний склад:
- росіяни — 38%
- башкири — 36%